# Горенє Калище
Горенє Калище (словен. Gorenje Kališče) — поселення в общині Велике Лаще, Осреднєсловенський регіон, Словенія. 
Висота над рівнем моря: 762,4 м.